# Olios werneri
Olios werneri är en spindelart som först beskrevs av Simon 1906.  Olios werneri ingår i släktet Olios och familjen jättekrabbspindlar.
Artens utbredningsområde är Sudan. Inga underarter finns listade i Catalogue of Life.